# Marie-Christine Marghem

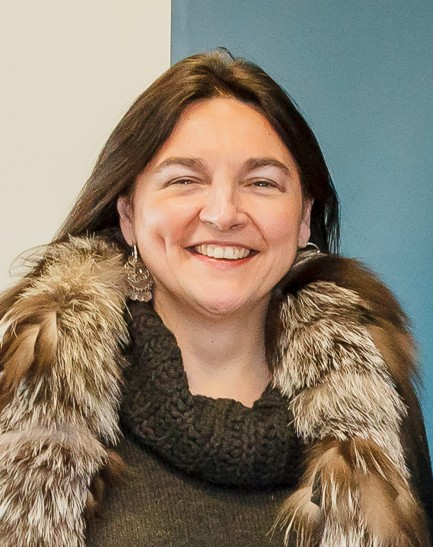
Marie-Christine Marghem (2015)

Marie-Christine Marghem (* 22. Mai 1963 in Tournai) ist eine belgische Rechtsanwältin und Politikerin des Mouvement Réformateur (MR). Sie ist seit 2003 Mitglied der Abgeordnetenkammer. Sie war von 2014 bis 2020 föderale Ministerin für Energie, Umwelt und nachhaltige Entwicklung.

## Leben
Sie absolvierte ihr Studium der Rechtswissenschaften an der Universität Lüttich (ULg) und begann im Jahr 1987 ihre berufliche Laufbahn als Rechtsanwältin.
Ihren Einstieg in die Politik machte sie im Jahr 1994 als Gemeinderatsmitglied in Tournai, wo sie zunächst für die christlichsoziale Parti Social-Chrétien (PSC) kandidierte. Sie verließ die PSC nach dem Aufruf des damaligen Parteipräsidenten Gérard Deprez (MR), als dieser im Jahr 1998 die Splitterpartei Mouvement des Citoyens pour le Changement (MCC) gründete, die heute Teil der Mouvement Réformateur ist.
Im Jahr 2003 wurde Marghem als Kandidatin der MR in die Abgeordnetenkammer gewählt, wo sie im Jahr 2011 den Vorsitz des Sonderausschusses übernahm, der sich mit der Untersuchung der Dexia-Affäre befasste.
Als nach den Föderalwahlen vom 25. Mai 2014 die MR als einzige französischsprachige Partei der Regierung unter Premierminister Charles Michel (MR) beitrat, wurde Marghem Ministerin für Energie, Umwelt und nachhaltige Entwicklung (frz. Ministre de l'Énergie, de l'Environnement et du Développement durable). Im Jahr 2015 warf die Opposition ihr vor, negative Gutachten in Bezug auf die Laufzeitverlängerung des Kernkraftwerks Doel zu verheimlichen.
Auf lokaler Ebene war Marghem von 2000 bis 2006 und von 2012 bis zu ihrer Ernennung zur Ministerin Mitglied des Gemeinderates, zuletzt als Erste Schöffin von Tournai.

## Übersicht der politischen Ämter
- 1994 – ? : Mitglied des Gemeinderats in Tournai
- 2000 – 2006: Schöffin in Tournai
- 2003 – heute: Mitglied der föderalen Abgeordnetenkammer
- 2012 – 2014: Erste Schöffin in Tournai
- 2014 – 2019: Föderale Ministerin für Energie, Umwelt und Nachhaltigkeit in der Regierung Michel I und Michel II
- 2019 – 2020: Föderale Ministerin für Energie, Umwelt und Nachhaltigkeit in der Interim-Regierung Wilmès und in der regulären Regierung Wilmès